# Illa Powell
L'illa Powell és una illa de l'Antàrtida, ubicada a 60° 41′ S, 45° 03′ O / 60.683°S,45.050°O, entre l'illa Coronació i l'illa Laurie a la part central de l'arxipèlag de les illes Òrcades del Sud.
És una illa llarga i estreta, d'aproximadament 7 milles de llarg per 2 milles d'ample.
Va ser descoberta el desembre de 1821, en el curs de l'expedició conjunta del capità Nathaniel Palmer, un marí dels Estats Units, i el capità George Powell, un marí  britànic. Va ser cartografiada correctament, encara que sense nom, en un mapa de Powell publicat a 1822. Va rebre el seu nom en honor del capità Powell en un mapa de l'Almirallat Britànic de 1839.

## Reclamacions territorials
L'Argentina inclou l'illa al Departament Illes de l'Atlàntic Sud dins de la província de Terra del Foc, Antàrtida i Illes de l'Atlàntic Sud i el Regne Unit la fa part del Territori Antàrtic Britànic, però ambdues reclamacions estan suspeses en virtut del Tractat Antàrtic.
Nomenclatura dels països reclamants:
- Argentina: isla Powell
- Regne Unit: Powell Island